# Andris Ladner
Andris Ladner (* 14. April 1990) ist ein Schweizer Unihockeyspieler auf der Position des Stürmers. Nach seiner Juniorenzeit, die er beim Nationalliga-A-Vertreter Grasshopper Club Zürich verbrachte, spielte er einen grossen Teil der Karriere bei den Kloten-Bülach Jets. Aktuell spielt er bei Unihockey Limmattal.

## Karriere
Ladner begann seine Karriere gemeinsam mit seinem Zwillingsbruder Valentin beim UHC Cosmic Zürich. UHC Cosmic Zürich wurde nach der Fusion 2002 gemeinsam mit dem UHC Zürich und den Zürich Lakers Bestandteil vom Grasshopper Club Zürich. Andris Ladner durchlief alle Juniorenstufen der Grasshoppers und wurde während der Saison 2010/11 zum ersten und einzigen Mal in einem Spiel der ersten Mannschaft eingesetzt. Den Rest der Saison spielte er in der U21-Mannschaft.
Auf die Saison 2011/12 wechselte Ladner zum NLA-Vertreter Kloten-Bülach Jets und erzielte in seiner ersten Saison in 26 Spielen elf Skorerpunkte (3 Tore). Ebenfalls war er in dieser Saison am 3. Dezember 2011 Protagonist eines Kuriosums. Da er im Spiel gegen den UHC Grünenmatt nicht auf dem Matchblatt notiert worden war, erhielt er regelkonform eine Matchstrafe. Die Kloten-Bülach Jets konnten am Ende dieser Saison den Abstieg in die zweithöchste Liga in den Auf-/Abstiegsspielen verhindern.
Die anschliessenden zwei Saisons spielte er wiederum je 26 Spiele, dabei erzielte er jeweils sieben Skorerpunkte.
Für die Saison 2015/2016 gab der 2.-Liga-Verein Unihockey Limmattal den Transfer Ladners bekannt. Seit der Saison 2017/18 spielt er dort gemeinsam mit seinem Zwillingsbruder Valentin, für die Saisons 2016/17 und 2018/19 kam ebenfalls der ältere Bruder Sebastian hinzu. Andris Ladner wurde bei Unihockey Limmattal bereits mit dem vereinsinternen GS-Award geehrt. In der Saison 2017/2018 und 2021/2022 feierte Ladner mit dem UHL jeweils den Finalsieg 1. Liga & Aufstiegsspiele NLB.

## Spielweise
Andris Ladner ist ein technisch versierter Spieler und für seine Dribblings bekannt. Ausserdem ist er ein äusserst schneller Flügelstürmer.